# 麥高·卡拉錫
麥高·卡拉錫（Marko Krasić，1985年12月1日–），生於南斯拉夫克拉古耶瓦茨，塞爾維亞足球運動員，司職防守中場，現時效力黑山足球甲級聯賽球會普列夫利亞礦工。

## 球員生涯
卡拉錫生於南斯拉夫克拉古耶瓦茨，於當地球會玻拉斯展開球員生涯。於2012年1月加盟印尼勁旅阿雷馬，期間隨球會作客香港出戰亞協盃分組賽，並於16強協助阿雷馬擊敗班霸傑志。及後他在同鄉狄恩教練推薦下，於2013年7月遠赴香港加盟甲組球會公民。
加盟後，在2014年2月4日代表公民昆卡聯出戰賀歲盃時，於對俄羅斯球會薩馬拉的初賽，在完場前藉罰球扳平2–2，最終協助公民昆卡聯在互射12碼階段勝出，其後他再在對葡超球會奧漢倫斯的決賽取得開紀錄的入球，結果協助公民昆卡聯以2–0成為自2009年後，首隊奪得賀歲盃冠軍的東道主。
在球季完結後，他回歸祖國加盟甲組球會印地加，期間被外借到加拿大聯賽球會塞爾維亞白鷹。直到2016年2月再度重返祖國，加盟西部聯賽球會拉德尼基，直到2017年7月，他回歸香港加盟當時由狄恩執教的港超聯球會標準流浪，並在2018年2月4日對香港飛馬的聯賽，在78分鐘憑十二碼錄得加盟後的首個入球，可惜結果流浪以1–3落敗。
結果標準流浪在4月22日主場不敵R&F富力後，宣告護級失敗，故他在季後於2018年5月19日與港超聯球會冠忠南區簽約加盟。

## 家庭生活
其表弟為塞爾維亞當地著名的球員米路斯卡拉錫，而他曾效力多間世界知名球會，包括費倫巴治和祖雲達斯及莫斯科中央陸軍等，亦在2006至11年期間為塞爾維亞國家隊上陣46場並錄得3個入球。

## 榮譽
拉德尼基
- 塞爾維亞西部聯賽冠軍（英语：Serbian League West）（2016–17季度）

## 外部連結
- 香港足球總會網頁球員註冊資料 （页面存档备份，存于）